# 中国人民解放军第六十军
中国人民解放军第六十军是中国人民解放军陆军下属部队，组建于1949年2月，下属第一七八师、第一七九师、第一八〇师，该军曾以中国人民志愿军的身份参加朝鲜战争，第一八〇师在第五次战役被歼灭。1953年离开朝鲜，隶属于南京军区，1985年被裁，所部转入中国人民解放军陆军第一集团军。